# Índice del FBI

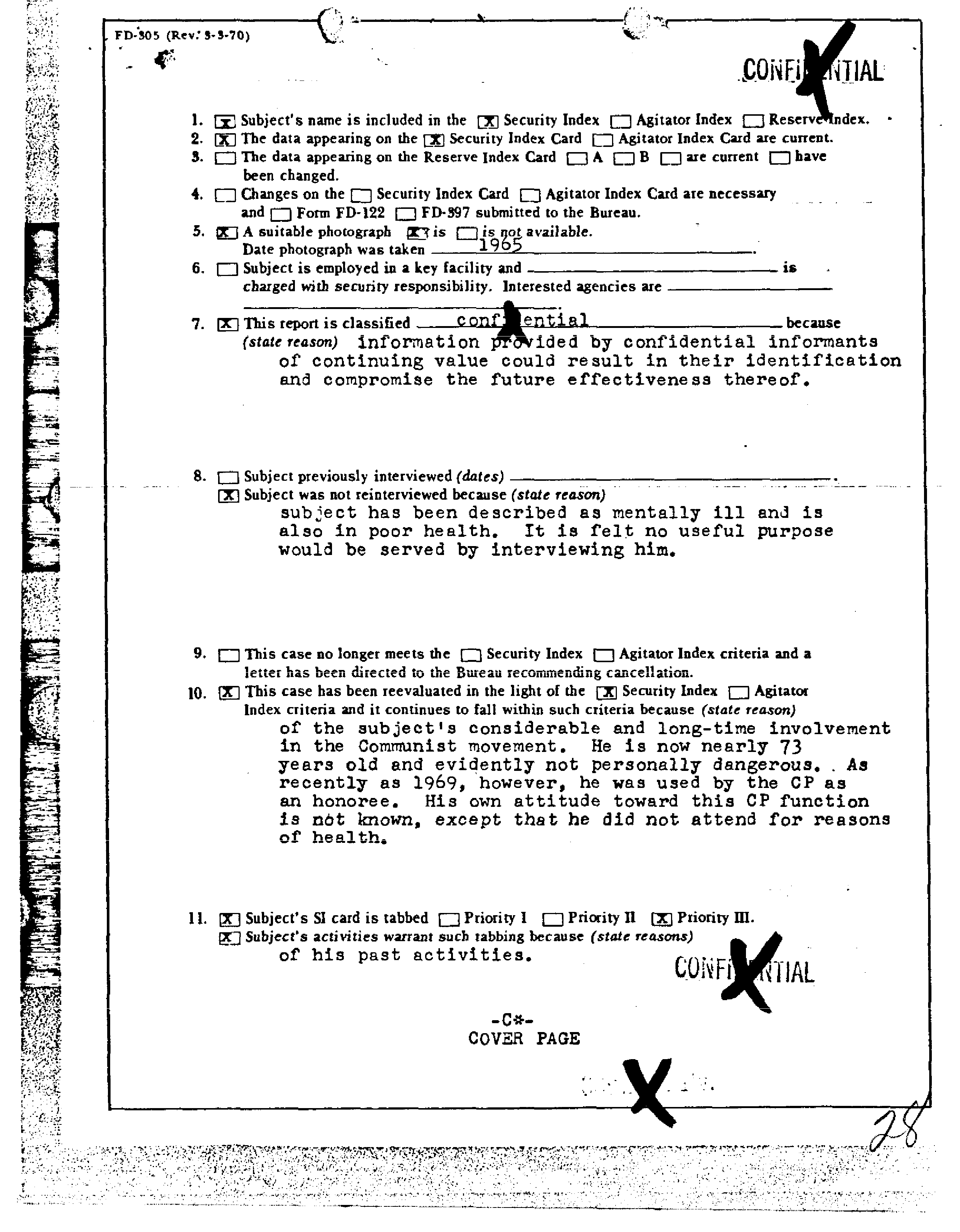
Ficha del FBI del cantante estadounidense Paul Robeson de la década de 1970

Los Índices del FBI, o Lista de índices, era un sistema utilizado por la Oficina Federal de Investigaciones (FBI) para rastrear a ciudadanos estadounidenses y extranjeros antes de la adopción de bases de datos informatizadas. La Lista de índices se hizo originalmente con fichas de papel, recopiladas por primera vez por J. Edgar Hoover en la agencia antes de ser nombrado director del FBI.  La lista de índice se usó para rastrear a  aquellos ciudadanos estadounidenses y extranjeros que el FBI creía que eran peligrosos para la seguridad nacional, y se subdividió en varias divisiones, generalmente del grado de peligrosidad estimado de la persona.

## División General de Inteligencia
En 1919, durante el Primer Terror Rojo, William J. Flynn del FPI nombró a J. Edgar Hoover jefe de la División General de Inteligencia (GID). Hoover usó su experiencia trabajando como empleado de biblioteca en los Archivos Nacionales para crear el sistema utilizando referencias cruzadas de forma abundante.
El GID tomó archivos de la Oficina de Investigaciones (más tarde rebautizada como FBI) y los "sistematizó" a través de fichas; según Walker, las tarjetas cubrían a 200.000 personas.  Sin embargo, en 1939, Hoover tenía más de 10 millones de personas 'Indexadas' en el sistema de archivos domésticos del FBI. 
Aunque el GID se cerró en 1924 después de las objeciones de personas como William J. Donovan que cuestionaron su constitucionalidad,  Hoover y el FBI continuaron expandiendo el sistema de indexación para que lo usaran la agencia, Hoover y los asociados políticos de Hoover. en la década de 1970. En la actualidad, el FBI y sus 29 oficinas de campo aún pueden acceder a los archivos del Índice que cubren un número desconocido de estadounidenses.
Los títulos de numerosos catálogos de Index incluyen:  El índice de reserva, que incluye personas influyentes que deberían ser "arrestadas y retenidas" en caso de una emergencia nacional; El Índice de Custodia, que incluía a 110.000 estadounidenses de origen japonés que estuvieron recluidos en campos de prisioneros de internamiento durante la Segunda Guerra Mundial; el índice de sexualmente desviados; El Índice de Agitadores; El Índice de comunistas; y el índice administrativo, que reunía otros índices anteriores.
Aunque actualmente no se dispone de una lista completa de títulos de Index, Hoover y el FBI usaron su sistema de Index para catalogar a los activistas de liberación nativos americanos y afroamericanos durante las décadas de 1960 y 1970, así como a los manifestantes de la Guerra de Vietnam y algunos estudiantes universitarios.

## Índice de detención bajo custodia
El Índice de Detención Custodial ( CDI ), o Lista de Detención Custodial se creó en 1939-1941, como parte de un programa denominado "Programa de Detención Custodial" o "Control de Enemigos extranjeros".
J. Edgar Hoover indicó que provenía de la reconstrucción de su División  General de Inteligencia en Washington. Según Hoover, creó una gran cantidad de fichas sobre "individuos, grupos y organizaciones involucradas en actividades subversivas", incluido el espionaje, y autorizó a la Oficina a identificar de inmediato amenazas potenciales.  El congresista Vito Marcantonio lo llamó "terror por fichas". El senador George W. Norris también se quejó. 
El índice de detención bajo custodia era una lista de sospechosos y subversivos potenciales, clasificados como "A", "B" y "C"; los clasificados como "A" estaban destinados a ser arrestados inmediatamente e internados en el comienzo de una hipotética guerra. La categoría A eran  cargos de organizaciones relacionadas con el Eje, la categoría B eran miembros considerados "menos peligrosos" y la categoría C eran simpatizantes. Sin embargo, la asignación real de las categorías se basó en el compromiso individual percibido con el país de origen de la persona, más que en el potencial real de causar daño; el personal de organizaciones culturales podría clasificarse como "A".
El programa implicó la creación de expedientes individuales a partir de información obtenida en secreto, incluidos datos sin fundamento y, en algunos casos, incluso rumores y chivatazos telefónicos no solicitadas, e información adquirida sin órdenes judiciales mediante interceptación de correo, escuchas telefónicas y búsquedas encubiertas. Si bien el programa estaba dirigido principalmente a " extranjeros enemigos " japoneses, italianos y alemanes, también incluía a algunos ciudadanos estadounidenses nativos. El programa  operó sin autorización del Congreso ni supervisión judicial, excediendo las competencias del FBI. Cada persona acusada fue investigada y en algún momento incluida en el índice; no se borraba ninguna ficha hasta que la persona falleciera. Según los comunicados de prensa al comienzo de la guerra, uno de los propósitos del programa fue demostrar la capacidad de vigilancia del gobierno del gobierno rastreando, arrestando y aislando a un grupo previamente identificado de personas con simpatías presuntamente documentadas por las potencias del Eje y potencialmente espías quinta-columnistas . La lista se usó más tarde para el internamiento de estadounidenses de origen japonés después de la Orden Ejecutiva 9066 de Roosevelt.[cita requerida] Aunque algunos dicen que Hoover en realidad se opuso a esas medidas, Hoover y el FBI crearon la lista a partir de la cual fueron internadas 110.000 personas, 70.000 de las cuales nacieron en Estados Unidos.
El fiscal general Francis Biddle, al enterarse del Índice, lo calificó de "peligroso, ilegal" y ordenó su fin. Sin embargo, J. Edgar Hoover simplemente lo renombró como Índice de Seguridad,  y le dijo a su gente que no lo mencionara.

## Índice de agitadores
La lista de personas que estuvieron el el índice de agitadores están disponibles en línea en The Vault, que alberga la Biblioteca FOIA del FBI, como parte del archivo del caso del FBI 157-HQ-7782. Internet Archive mantiene una copia de esta información con material explicativo adicional. Además, en los Archivos Nacionales se mantiene un depósito de archivos del FBI obtenidos bajo solicitud de la FOIA, incluido el Rabble Rouser Index.

### Personas fichadas
Entre los famosos fichados se incluyen:
- Saul Alinsky - teórico político
- James H. Madole - Partido Nacional del Renacimiento
- Floyd McKissick — SNCC
- Jerry Rubin - activista pacifista
- Adam Clayton Powell Jr. — Congresista de Nueva York
- John A. Wilson - miembro del consejo de Washington DC
- Howard Zinn - historiador y filósofo

### Categorías
Algunas categorías destacables enumeradas en el formulario FD-307 del FBI incluyen:
- American Nazi Party
- Anti-Vietnam
- Black Nationalist
- Black Panther Party
- Communist
- Congress of Racial Equality
- KKK organization
- Latin Americans
- Minutemen
- Nation of Islam
- National States Rights Party
- Progressive Labor Party
- Independence movement in Puerto Rico
- Revolutionary Action Movement
- Southern Christian Leadership Conference
- Students for a Democratic Society
- Student Non-Violent Coordinating Committee
- Socialist Workers Party
- Workers World Party

## Índice reservado/Índice de seguridad
El índice de seguridad pertenecía a la lista del FBI de personas peligrosas que podrían cometer actos hostiles contra la defensa nacional y la seguridad pública de los Estados Unidos en tiempos de emergencia.  La lista también incluía a aquellos que podrían ser arrestados en el caso de que un presidente de los Estados Unidos decretara la activación  del Programa de Detención de Emergencia. El Índice de Reserva, por otro lado, enumeró a todos los izquierdistas y personas sospechosas de ser comunistas . En la década de 1950, por ejemplo, había 5.000 nombres en el Índice de Seguridad, mientras que el Índice reservado tenía  50.000 tan solo en la oficina local de Chicago .  Una persona incluida en el Índice reservado podría ser transferida al índice de seguridad si dicha persona representara una amenaza para los intereses de EE. UU. en un período de emergencia nacional.  Una diferencia entre estos índices era su combinación de colores. Los expedientes del Índice de Seguridad estaban todos sobre fondo blanco mientras que el color de los expedientes del Índice reservado variaba según la ocupación del sujeto. 
Las figuras prominentes que figuran en el Índice reservado incluyen a Martin Luther King . El FBI había estado monitoreando sus actividades con la Conferencia de Liderazgo Cristiano del Sur desde 1957 y en 1962, finalmente fue incluido en el índice del FBI debido a la participación de dos de sus asesores en el Partido Comunista de EE. UU., aunque no cumplió con los criterios para inclusión en el Índice de Seguridad. 
El índice de seguridad en sí se fusionó con el índice de agitadores y el índice comunista. Renombrado Índice reservado en 1960, este índice incluía una Sección A para maestros, médicos, abogados, artistas y otras personas consideradas influyentes y no políticamente conservadoras.[cita requerida] Hoover hizo que el Dr. Martin Luther King, Jr. fuera agregado al Índice de Reserva, Sección A, en represalia por su trabajo de derechos civiles y su popularidad mundial. 
Renombrado nuevamente como Índice Administrativo (ADEX) en 1971, y supuestamente descontinuado durante 1978, los registros aún se mantienen inactivos en la sede del FBI y en 29 oficinas de campo.